# María de los Milagros Baleriani Sopranzi
María de los Milagros Baleriani Sopranzi (Rojas, 22 de diciembre de 1955 - La Plata, 19 de enero de 1977), también conocida como Mary o Marita, fue una estudiante de física de la Universidad Nacional de La Plata, asesinada durante la dictadura cívico militar argentina.

## Biografía
Nació el 22 de diciembre de 1955 en la ciudad de Rojas, en el interior de la provincia de Buenos Aires. Egresó del Instituto San José de Rojas con el título de Perita Mercantil y participó del Club de Ciencias de esa misma ciudad. En el año 1974 se mudó a la ciudad de La Plata para estudiar Física en la Facultad de Ciencias Exactas de la Universidad Nacional de La Plata.

## Militancia y asesinato

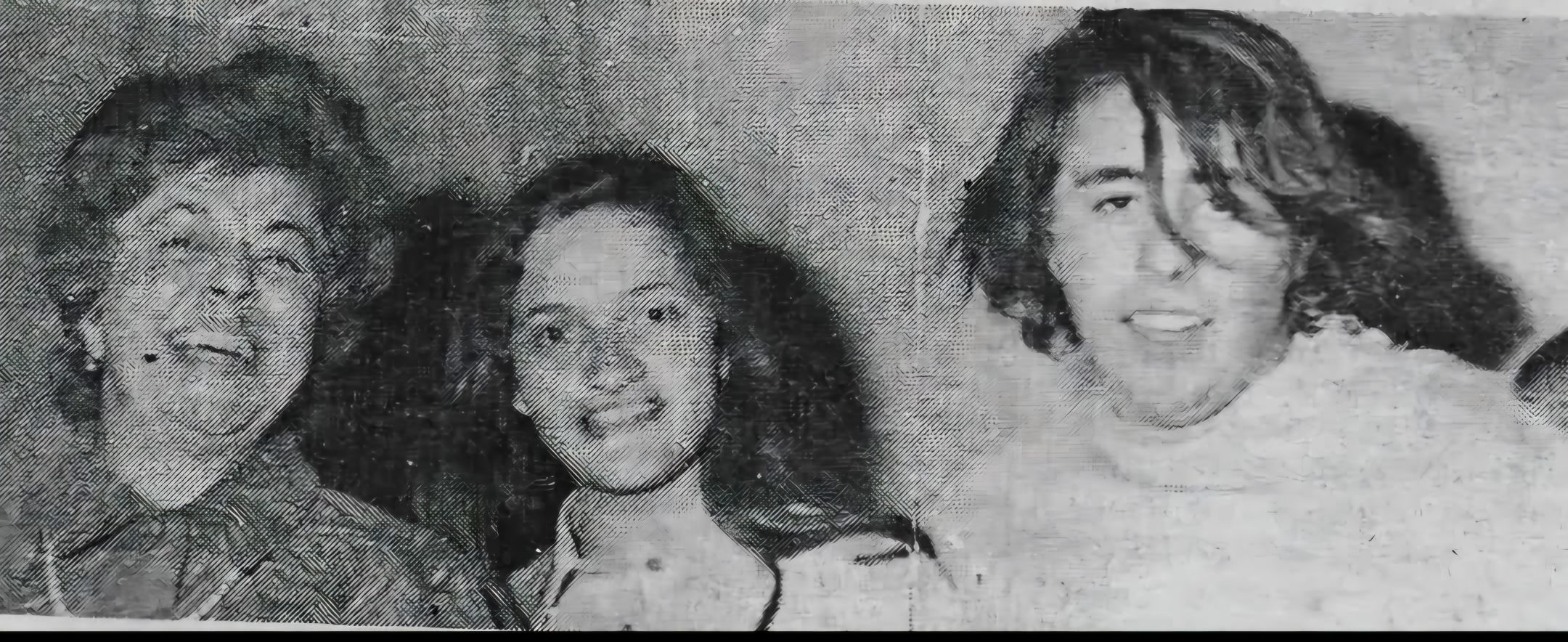
Fotografía de María de los Milagros Baleriani en 1973 (en el centro) junto con la profesora Leonetta Bonora y Osvaldo Rosso.

María de los Milagros Baleriani militaba en la Juventud Universitaria Peronista. El 19 de enero de 1977 fue asesinada junto a su compañera de militancia Silvia Angione, estudiante de Ciencias Económicas, en la vía pública, en la calle 39 entre 9 y 10 de la ciudad de la Plata.
Los restos de Baleriani fueron recuperados por el Equipo Argentino de Antropología Forense (EAAF) en el año 2003.

## Reconocimientos
Baleriani es una de las personas mencionadas en la placa de cristal emplazada en 1986 en la galería del Departamento de Física de la Facultad de Ciencias Exactas en recuerdo de sus miembros detenidos desaparecidos, por propuesta de los físicos Fidel A. Schaposnik y Claudia Patricia Massolo. Este acto se considera uno de los primeros homenaje de este tipo realizado en la Universidad Nacional de La Plata. la inscripción en la placa dice: 
“Son varios los miembros de este Departamento que han sufrido persecución, tortura y muerte. Jorge Bonafini, Federico Lüdden y María de los Milagros Baleriani aún permanecen desaparecidos. Esta placa representa nuestro reclamo permanente a su aparición con vida y el compromiso indestructible de exigir justicia e impedir que se repita lo sucedido”.
Su legajo de la Facultad de Ciencias Exactas  fue uno de los 39 documentos reparados en 2025 en  el marco del  Programa de Reparación, digitalización y preservación de legajos de estudiantes, graduados y trabajadores de la Universidad Nacional de La Plata víctimas del terrorismo de Estado, que lleva adelante la Dirección de Políticas de Memoria y Reparación histórica de la Secretaría de Derechos Humanos y Políticas de Igualdad.